# Мадженнис, Кайл
Кайл Мадженнис (англ. Kyle Magennis; 26 августа 1998, Глазго, Шотландия) — шотландский футболист, полузащитник, игрок «Килмарнока». Бывший игрок молодёжных сборых Шотландии. Воспитанник «Сент-Миррена».

## Клубная карьера
Кайл Мадженнис выпускник академии «Сент-Миррена», в которую попал в пять лет. За основную команду святых дебютировал в октябре 2016 года, выйдя на замену против «Хиберниана». В том же сезоне в 18-и летнем возрасте сумел завоевать место в основном составе своей команды. Это привлекло интерес к полузащитнику многих шотландских команд. Свой первый гол во взрослом футболе забил в ворота «Куин оф зе Саут». Сезон 2016/17 закончился для молодого футболиста завоеванием награды «Лучший молодой игрок» в клубе. Эту же награду он выиграл и в следующем сезоне. В 2019 году вместе с командой добился выхода в Премьершип и перед сезоном 2020/21 стал новым капитаном «Сент-Миррена». Ранее он уже выводил команду на поле в роли капитан, когда не мог играть Стивен Макгинн. В том же году сыграл свой сотый матч за «Сент-Миррен».
5 октября 2020 года футболист подписал пятилетний контракт с «Хибернианом». Не смотря на то, что «Сент-Миррен» отклонил первое предложение столичной команды сам Кайл настоял на своём переходе и в конце концов «святые» были вынуждены согласиться. Таким образом Мадженнис перешёл в команду против которой когда-то сыграл свой первый матч во взрослом футболе и так же воссоединился с Джеком Россом, тренером, который руководил его командой в том матче. В новой команде полузащитника преследовали травмы, в сезоне 2021/22 он принял участие только в 13-и играх, а всего за три года в «Хиберниане» сыграл только 49 матчей.
По итогам сезона 2022/23 стороны пришли к расторжению контракта по обоюдному согласию и в тот же день Мадженнис стал игроком другой команды Премьершипа — «Килмарнока». Контракт рассчитан на два года.

## Международная карьера
Кайл был в составе молодёжной сборной Шотландии до 20-и лет на Турнире в Тулоне и завоевал с командой бронзовую медаль. Позже играл так же за молодёжную сборную Шотландии до 21-и лет, дебютировав за неё в матче против Нидерландов в 2018 году.

## Достижения

### Командные
«Сент-Миррен»
- Победитель Чемпионшипа: 2017/18
- Финалист Шотландского кубка вызова: 2016/17

«Хиберниан»
- Финалист Кубка Шотландии: 2020/21
- Финалист Кубка шотландской лиги: 2021/22

Молодёжная сборная Шотландии до 20-и лет
- Бронзовый призёр Турнира в Тулоне: 2017

Личные
- Молодой игрок года в «Сент-Миррене»: 2016/17, 2017/18